# Romny (Kraj Nadmorski)
Romny (ros. Ромны) – wieś w Rosji, w Kraju Nadmorskim, w rejonie krasnoarmiejskim. W 2010 liczyła 145 mieszkańców.